# 빅토르 셴데로비치
빅토르 아나톨리예비치 셴데로비치(러시아어: Ви́ктор Анато́льевич Шендеро́вич; 1958년 8월 15일 ~ )는 러시아의 풍자가, 작가, 시나리오 작가이자 라디오 진행자이다.

## 전기
모스크바에서 벨라루스 유대인 출신 가정에서 태어난 셴데로비치는 1980년에 모스크바 국립 예술 문화 대학교를 졸업했으며 "자원봉사 극단 연출"을 전공했다. 그는 1994년부터 2002년까지 NTV에서 방영된 인기 정치 꼭두각시 쇼 꼭두각시의 시나리오 작가로 가장 잘 알려져 있다. 그는 1997년부터 2001년까지 NTV에서, 2002년에는 TV-6에서 풍자 작가 program Total를 진행했다. 2003년부터 2008년까지 셴데로비치는 모스크바 공감 라디오 방송국에서 주간 Processed Cheese program를 진행했다. 이 프로그램의 방송 내용은 나중에 그의 2010년 저서 《하나보다 두 개가 낫다》(러시아어: Одна голова хорошо, а две лучше)에 수록되었다.
이는 드미트리 메드베데프(2008년부터 2012년까지 러시아 대통령)와 블라디미르 푸틴(같은 기간 동안 러시아 총리)을 암시하는 것이었다. 셴데로비치는 2007년부터 2020년까지 자유주의 러시아 주간지인 《뉴 타임스》의 칼럼니스트였다.
그는 블라디미르 푸틴의 통치와 1994-1996년 체첸 전쟁에 대한 러시아 정부의 입장에 대한 노골적인 비판가로 알려져 있다. 셴데로비치는 2010년 3월에 발행된 온라인 반푸틴 선언문 "푸틴은 떠나야 한다"의 첫 10명 서명자 중 한 명이다. 2010년 12월 26일, 셴데로비치는 그 달 초에 발생한 인종 폭동에 대한 대응으로 러시아 수도에서 "모두를 위한 모스크바"(러시아어: Москва для всех) 집회를 조직하는 데 주요 역할을 했다.
2021년 11월 27일, 셴데로비치는 이스라엘 시민권을 신청하기 시작했다고 발표했다. 2021년 12월 30일, 러시아 법무부는 셴데로비치를 "외국인 요원" 명단에 추가했다.
2022년 1월 11일, 셴데로비치는 "외국인 요원"이라는 논란의 여지가 있는 지정을 포함하여 관리들의 압박 캠페인으로 인해 러시아를 떠났다. 그는 폴란드에 살고 있었다.
2023년 6월, 셴데로비치는 이스라엘 여권을 가지고 텔아비브에서 트빌리시로 비행하던 중 조지아 입국이 허용되지 않았다. 그는 국경 통제소에서 되돌려져 아무런 설명 없이 이스라엘로 돌아가는 비행기에 태워졌다. 그는 이전에 여러 번 조지아에 갔었고, 가장 최근에는 불과 몇 달 전이었다.

### 후보
2005년 셴데로비치는 12월 4일 모스크바에서 열린 국가두마 보궐선거에 무소속 후보로 출마했지만, 인기 영화감독 스타니슬라프 고보루힌에 이어 2위를 차지했다. 당선자는 38%의 득표율을 얻었고 셴데로비치는 17%를 얻었다. 선거 전, 셴데로비치는 법원에서 고보루힌의 "광범위한 불법적이고 부도덕한 관행"에 항의했지만, 판사는 그의 소송을 근거 없는 것으로 기각했다.
2006년 그는 《네도두메츠》라는 책을 출판했는데,
이 책에서 그는 두마 후보로서의 경험을 요약했다.